# Mörtsjön (Riala socken, Uppland)
Mörtsjön är en sjö i Norrtälje kommun i Uppland och ingår i Norrtäljeån-Åkerströms kustområde. Sjön är 13,1 meter djup, har en yta på 0,12 kvadratkilometer och befinner sig 35 meter över havet.